# Delphine Pelletier
Delphine Pelletier (* 16. Juni 1977 in Bourges; verheiratete Delphine Barneoud) ist eine ehemalige französische Triathletin. Sie ist Militär-Weltmeisterin Triathlon (2003, 2004), Vize-Europameisterin (2008) und achtfache Triathlon-Staatsmeisterin auf der Kurz- und Langdistanz (zwischen 2002 und 2013). Pelletier wird in der Bestenliste französischer Triathletinnen auf der Ironman-Distanz geführt.

## Werdegang
Delphine Pelletier startet seit 1995 im Triathlon. Sie studierte bis 1998 am Sportzentrum Institut national du sport et de l'éducation physique (INSEP) in Paris.
1996 wurde sie Vierte bei der Europameisterschaft und Fünfte bei der Weltmeisterschaft der Junioren.
2002 wurde sie in Autun Französische Staatsmeisterin auf der Triathlon-Kurzdistanz und sie konnte diesen Titel im Folgejahr erfolgreich verteidigen.

### Militär-Weltmeisterin Triathlon 2003
Von 2002 bis 2013 trainierte sie als Berufssoldatin bei den französischen Streitkräften (Armée de Terre). Im Juli 2003 wurde sie Militär-Weltmeisterin Triathlon.
Sie erreichte 2008 den Vize-Europameistertitel auf der Langdistanz in Gérardmer (4 km Schwimmen, 120 km Radfahren und 30 km Laufen) und sie wurde 2008 zum dritten Mal Staatsmeisterin auf der Triathlon-Kurzdistanz.
Im Juni 2012 wurde sie Dritte bei der Europameisterschaft auf der Mitteldistanz im Rahmen des Challenge Kraichgau und im August wurde sie in Wiesbaden Sechste bei der Ironman 70.3 European Championship.

Im September gewann sie den Triathlon de Gérardmer auf der Mitteldistanz (1,9 km Schwimmen, 93 km Radfahren und 21 km Laufen) – nachdem sie hier schon dreimal den zweiten Rang erreicht hatte.
Im Mai 2013 wurde sie zum fünften Mal Französische Staatsmeisterin auf der Langdistanz und bei ihrem ersten Ironman-Start erzielte sie im Juni in Nizza den dritten Rang.
2013 beendete sie ihre aktive Karriere. Delphine Pelletier lebt in Saint-Laurent-du-Var.

### Privates
Nach der Geburt ihrer Tochter pausierte Pelletier im Jahr 2005. Seit Juli 2021 ist sie mit Bertrand Barneoud verheiratet.

## Sportliche Erfolge
| Datum/Jahr    | Rang | Wettbewerb                                           | Austragungsort       | Zeit        | Bemerkung                                                                                  |
| ------------- | ---- | ---------------------------------------------------- | -------------------- | ----------- | ------------------------------------------------------------------------------------------ |
| 22. Sep. 2013 | DNF  | Ironman 70.3 Pays d’Aix France                       | Aix-en-Provence      | –           |                                                                                            |
| 23. Sep. 2012 | 4    | Ironman 70.3 Pays d’Aix France                       | Aix en Provence      | 04:30:32    |                                                                                            |
| 1. Sep. 2012  | 1    | Triathlon de Gérardmer                               | Gérardmer            |             |                                                                                            |
| 25. Aug. 2012 | 9    | CISM Militär-Weltmeisterschaft Triathlon             | Lausanne             | 02:05:59    |                                                                                            |
| 12. Aug. 2012 | 6    | Ironman 70.3 Germany                                 | Wiesbaden            | 04:44:47    | bei der Ironman 70.3 European Championship                                                 |
| 10. Juni 2012 | 3    | ETU Middle Distance Triathlon European Championships | Kraichgau            | 04:22:47    | Dritte bei der Europameisterschaft auf der Mitteldistanz im Rahmen der Challenge Kraichgau |
| 29. Apr. 2012 | 1    | TriStar 111 Cannes                                   | Cannes               | 04:00:07    | Start bei der Erstaustragung (1 km Schwimmen, 100 km Radfahren und 10 km Laufen)           |
| 2. Okt. 2011  | 3    | Challenge Barcelona-Maresme                          | Barcelona            |             | Dritte auf der Halbdistanz                                                                 |
| 5. Sep. 2010  | 2    | Triathlon de Gérardmer                               | Gérardmer            | 05:07:18    | Zweite hinter der Schweizerin Caroline Steffen beim Triathlon XL                           |
| 2009          | 3    | Antwerp Ironman 70.3                                 | Antwerpen            |             |                                                                                            |
| 6. Sep. 2009  | 2    | Triathlon de Gérardmer                               | Gérardmer            | 05:13:15    | 1,9 km Schwimmen, 93 km Radfahren, 21 km Laufen                                            |
| 6. Sep. 2008  | 2    | Triathlon de Gérardmer                               | Gérardmer            |             |                                                                                            |
| 15. Juni 2008 | 2    | CISM Militär-Weltmeisterschaft Triathlon             | Otepää               | 02:06:57    |                                                                                            |
| 2008          | 1    | FRA Short Distance Triathlon National Championships  | Belfort              |             | zum dritten Mal Staatsmeisterin auf der Kurzdistanz                                        |
| 2007          | 3    | FRA Short Distance Triathlon National Championships  | Charleville-Mézières |             |                                                                                            |
| 4. Juli 2006  | 2    | CISM Militär-Weltmeisterschaft Triathlon             | Satenas              | 02:07:57    |                                                                                            |
| 2006          | 3    | FRA Short Distance Triathlon National Championships  | Rennes               |             |                                                                                            |
| 2004          | 44   | Olympische Sommerspiele 2004                         | Athen                | 02:22:39.28 |                                                                                            |
| Juni 2004     | 1    | CISM Militär-Weltmeisterschaft Triathlon             | Belfort              |             |                                                                                            |
| 2004          | 3    | FRA Short Distance Triathlon National Championships  | Charleville-Mézières |             |                                                                                            |
| 30. Juli 2003 | 1    | CISM Militär-Weltmeisterschaft Triathlon             | Dronten              | 01:58:29    |                                                                                            |
| 2003          | 1    | FRA Short Distance Triathlon National Championships  | Autun                |             | Staatsmeisterin auf der Kurzdistanz                                                        |
| 2002          | 1    | FRA Short Distance Triathlon National Championships  | Autun                |             | Staatsmeisterin auf der Kurzdistanz                                                        |
| 5. Aug. 2000  | 10   | FISU World University Triathlon Championships        | Tiszaújváros         | 02:04:27    |                                                                                            |
| 16. Nov. 1997 | 5    | ITU Triathlon World Championship Juniors             | Perth                | 02:09:58    | Junioren-Weltmeisterschaft                                                                 |
| 24. Aug. 1996 | 5    | ITU Triathlon World Championship Juniors             | Cleveland            | 02:07:42    |                                                                                            |
| 1996          | 4    | ETU Triathlon European Championships Junior Women    | Szombathely          |             | Junioren-Europameisterschaft                                                               |

| Datum/Jahr    | Rang | Wettbewerb                                         | Austragungsort | Zeit     | Bemerkung                                                                                                |
| ------------- | ---- | -------------------------------------------------- | -------------- | -------- | --- |
| 23. Juni 2013 | 3    | Ironman France                                     | Nizza          | 09:22:37 | |
| 19. Mai 2013  | 1    | FRA Long Distance Triathlon National Championships | Calvi          | 04:42:36 | Staatsmeisterin auf der Langdistanz                                                                      |
| 2011          | 1    | FRA Long Distance Triathlon National Championships | Dijon          |          | Staatsmeisterin auf der Langdistanz                                                                      |
| 2010          | 1    | FRA Long Distance Triathlon National Championships | Dijon          |          | Staatsmeisterin auf der Langdistanz                                                                      |
| 25. Okt. 2009 | 3    | ITU Triathlon Long Distance World Championship     | Perth          | 04:19:27 | [ 4 ] |
| 2009          | 1    | FRA Long Distance Triathlon National Championships | Belfort        |          | Staatsmeisterin auf der Langdistanz                                                                      |
| 6. Sep. 2008  | 2    | ETU Long Distance Triathlon European Championships | Gérardmer      | 07:07:44 | Vize-Europameisterin hinter der Weißrussin Nathalie Barkun und vor der Liechtensteinerin Nicole Klingler |
| 15. Juli 2007 | 4    | ITU Triathlon Long Distance World Championship     | Lorient        | 04:06:42 | |
| 2007          | 1    | FRA Long Distance Triathlon National Championships | Gérardmer      |          | Staatsmeisterin auf der Langdistanz                                                                      |

(DNF – Did Not Finish)